# Karl von Terzaghi
Karl von Terzaghi (2 tháng 10 năm 1883 - 25 tháng 10 năm 1963), là một kỹ sư xây dựng và địa chất người Áo, là cha đẻ của cơ học đất hiện đại.

## Tiểu sử
Karl von Terzaghi là con đầu lòng của trung tá lục quân Anton von Terzaghi và Amalia Eberle. Ông sinh ở Praha. Khi Anton Terzaghi về hưu, gia đình ông chuyển đến Graz, Áo. Lúc 10 tuổi, Terzaghi được đi học ở một trường quân sự nội trú. Ông tỏ ra hứng thú về thiên văn và địa lý. Lúc 14 tuổi, Terzaghi vào học một trường quân sự khác ở Hranice, Cộng hòa Séc. Ông là một sinh viên xuất sắc, đặc biệt về hình học và toán, và ông tốt nghiệp ở tuổi 17.
Năm 1904, ông tốt nghiệp trường Technische Hochschule ở Grab, Áo với tấm bằng cơ khí.
Công việc đầu tiên của ông là một kỹ sư thiết kế cơ sở cho các công ty Adol Baron Pittle, Viên. Công ty này đã tham gia nhiều vào các lĩnh vực tương đối mới của thủy điện, và Karl đã tham gia vào xử lý các vấn đề địa chất các công trình thủy điện. Uy tín của ông nhanh chóng tăng lên, và năm 1908, ông đã quản lý một công trường xây dựng, công nhân, và việc thiết kế và xây dựng kết cấu thép. Ông bắt tay vào một dự án đầy tham vọng và thách thức để xây dựng một đập thủy điện ở Croatia. Ông tiếp tục thành công lớn cho một dự án hỗn loạn hơn ngay cả trong Thánh Petersburg. Petersburg. During six months in Russia. Trong sáu tháng đầu năm của Nga, ông đã phát triển một số phương pháp đồ họa mới cho các thiết kế của xe tăng công nghiệp, mà ông trình như là một luận văn cho ông tiến sĩ tại trường đại học danh sách các thành tựu phát triển của ông bắt đầu mở nhiều cơ hội hơn cho anh ta. Ông giải quyết để đi đến Hoa Kỳ, mà ông đã làm trong năm 1912.